# Rosalia Novelli
Rosalia Novelli (* 2. Februar 1628 in Palermo; † um oder nach 1688 ebenda) war eine italienische Malerin des Barock auf Sizilien.
Rosalia war die Tochter und Schülerin des Pietro Novelli. Sie arbeitete in der Werkstatt des Vaters vorwiegend als Kopistin seiner Werke. Nach dessen Tod 1647 heiratete sie laut einen Dottore Durante. Sie führte die väterliche Werkstatt fort und verwaltete auch sein bildnerisches Erbe. Am 20. August 1648 heiratete sie erneut, dieses Mal einen Diego Bono. In der Folgezeit scheint sie weiterhin Werke Pietro Novellis kopiert zu haben. Dennoch hat sich eine kleine Anzahl von Bildern erhalten, die eine eigene Handschrift aufweisen. Die Malerin, Musikerin und Poetin Anna Fortino war ihr Zögling. Ihre Tätigkeit ist bis 1688 dokumentiert.

## Werke
Zu den ihr zugeschriebenen Werken zählen:
- Immacolata e S. Francesco Borgia und S. Agata che professa la fede dinanzi al tiranno Quinziano in der Casa Professa
- Chiesa San Domenico (Palermo): Madonna, Kind und die Heiligen Joachim und Agnese da Montepulciano
- Chiesa Madre (Piraino): Die heilige Rosalia mit Franz von Assisi und Maria Magdalena
- Chiesa Matrice di S. Cataldo (Gagliano Castellferrato): Dreifaltigkeit
- Chiesa Santa Croce:(Furnari): Madonna del Rosalia
- Chiesa Carmelitani Scalzi (Palermo): Heilige Therese